# Mourad Boussebt
Mourad Boussebt, né le 19 mai 1960, est un handballeur algérien, qui a été international,.

## Carrière en Clubs
- US Dunkerque 1990 -1991

## Palmarès de joueur

### avec les Clubs
OC Alger (ex. DNC Alger et IRB Alger)
- Vainqueur du Championnat d'Algérie en 1980 ,1986
- Vainqueur de la Coupe d'Algérie en 1988
- Vainqueur de la Coupe d'Afrique des vainqueurs de coupe (2): 1989 ,  1990
- Vainqueur de la Ligue des champions d'Afrique : 1982 (Nadit Alger)

- Finaliste de la Ligue des champions d'Afrique : 1980 (DNC Alger)

MP Oran
- Vainqueur du Championnat d'Algérie en 1983
- Vainqueur de la Coupe d'Algérie en 1983
- Vainqueur du Championnat arabe des clubs champions en 1983

Dunkerque HGL
- Finaliste de la  Coupe de France :  1991

### avec l'Équipe d'Algérie
Championnat d'Afrique des nations
- Vainqueur du Championnat d'Afrique 1981
- Vainqueur du Championnat d'Afrique 1983
- Vainqueur du Championnat d'Afrique 1987
- Vainqueur du Championnat d'Afrique 1989

Championnat d'Afrique junior
- Médaille d'bronze au Championnat d'Afrique junior : 1980

Jeux olympiques
- 12e place aux Jeux olympiques de 1984
- 10e place aux Jeux olympiques de 1988

Championnats du monde
- 16e place au Championnat du monde 1982
- 16e place au Championnat du monde 1986
- 16e place au Championnat du monde 1990

Jeux méditerranéens
- médaille d'argent aux Jeux méditerranéens de 1983
- Finaliste du Championnat du monde militaire 1986

## Palmarès d'entraîneur

### Carrière d'entraîneur
- Al-Hazm (2002-2003)
- Al Wehda Club (2005-2006)
- Sporting Club de Moknine (2006-2007)
- Al Khaleej (2007-2008)

- Ittihad Riadhi de Tanger ()
- Mascate Club (2010)
- Chabab Ahly Bordj Bou Arreridj ()

- Mascate Club (2012-2020 )
- Équipe nationale d'Oman handball(2020)

### avec les Clubs
Mascate Club
- Vainqueur du Championnat d'Oman (4) : 2013 , 2015 , 2017 , 2018
  - 2e 2019
- Vainqueur de la Coupe d'Oman  (5) : 2013 , 2015 , 2016 , 2017, 2019
- Vainqueur de la Supercoupe d'Oman : 2018 , 2019
  - Finaliste : 2017

Équipe d'Oman
- 10e place du championnat d'Asie:2022
- 12e place du Championnat d'Asie 2024